# بالدوین کراسینگ (آریزونا)
بالدوین کراسینگ (به انگلیسی: Baldwins Crossing) یک منطقهٔ مسکونی در ایالات متحده آمریکا است که در آریزونا واقع شده‌است. بالدوین کراسینگ ۱٬۲۱۶ متر بالاتر از سطح دریا واقع شده‌است.